# Modrič (gmina Slovenska Bistrica)
Modrič – wieś w Słowenii, w gminie Slovenska Bistrica. W 2018 roku liczyła 130 mieszkańców.